# Thomas Wedgwood

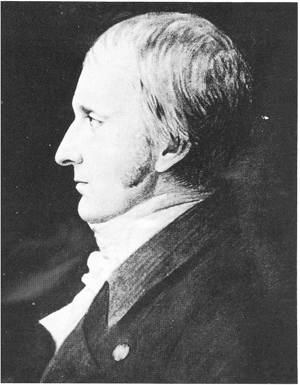
Thomas Wedgwood

Thomas Wedgwood (* 14. Mai 1771 in Etruria Hall, Stoke-on-Trent, Staffordshire; † 10. Juli 1805 in Eastbury House, Dorset) war ein britischer Pionier der Fototechnik.

## Leben
Thomas Wedgwood wurde als Sohn des Töpfers Josiah Wedgwood geboren; zwischen 1786 und 1788 studierte er Chemie an der Universität in Edinburgh, brach das Studium jedoch krankheitsbedingt vorzeitig ab. 1796 hielt er sich in Deutschland auf, 1800 in Westindien. Er starb im Alter von 34 Jahren auf seinem Besitz Eastbury House in Dorset.

## Werk
Thomas Wedgwood beschäftigte sich auch nach seinem Studium mit Chemie und Physik; darunter finden sich Untersuchungen zur Beziehung zwischen Wärme und Licht, die er erstmals 1792 unter dem Titel Versuche und Beobachtungen über die Entstehung von Licht bei verschiedenen Stoffen durch Wärme und Reibung veröffentlichte.
1799 gelangen Wedgwood Kontaktkopien von Blättern auf mit Silberchlorid beschichtetem Glas, die seitenverkehrt waren und die er nicht fixieren konnte. Über seine Forschungen berichtete er 1802 im Journal of the Royal Institution unter dem Titel Bericht über eine Methode, Glasbilder zu kopieren und Silhouetten herzustellen durch Einwirkung von Licht auf Silbernitrat. Erfunden von T[homas] Wedgwood, mit Beobachtungen von H[umphry] Davy.

## Schriften
- Experiments and observations on the production of light from different bodies, by heat and by attrition. In: Philosophical Transactions of the Royal Society. Bd. 82 (1792), S. 28–47, 270–82.
- mit Humphry Davy: An account of a method of copying paintings upon glass and making profiles by the agency of light upon nitrate of silver, invented by T. Wedgwood, Esq., with observations by H. Davy. In: Journal of the Royal Institution. Band 1, Nr. 9, London, 22. Juni 1802, S. 170–174. Abgedruckt in: Beaumont Newhall (Hrsg.): Photography: Essays & Images. Museum of Modern Art, New York 1980, ISBN 0-87070-387-0, S. 15 f.